# Anthony Barnett
Anthony Barnett (nacido en noviembre de 1942) es el Fundador de openDemocracy y coeditor de OurKingdom, su sección de Reino Unido. Es un escritor europeo y defensor de la democracia. Fue el primer director de Charter 88 de 1988 a 1995 y codirector de la Convención sobre Libertad Moderna (2008–2009) con Henry Porter.
Estudió en la Universidad de Cambridge, donde fue activo en el Labour Club, y se alojó con Nicholas Kaldor. Recibió un doctorado honorífico de La Universidad Abierta del Reino Unido en septiembre de 2013. 
Es un antiguo miembro del comité editorial de New Left Review, Barnett escribe para el New Statesman y The Guardian. También ha escrito para Prospect. Archivado el 24 de septiembre de 2015 en Wayback Machine. Ideó la película televisiva England's Henry Moore (1988), que trataba sobre la cooptación del escultor por parte del establishment británico.
En 2001 fundó openDemocracy con Paul Hilder, Susie Richards y David Hayes, y fue su editor y después su editor en jefe hasta 2007.
Vive con Judith Herrin; la pareja tiene dos hijas, la cantante Tamara Barnett Herrin y Portia Barnett-Herrin.
Barnett es escritor de artículos, entradas de blog y ensayos largos de forma regular para openDemocracy. En 2016 serializó Blimey it could be Brexit! ("¡Caramba, podría haber brexit!") publicando sobre la UE en Reino Unido sobre las fuerzas tras la votación. Su profundo análisis What Next: Britain after Brexit será publicado por Unbound en 2017.
En 2016 se une a DiEM25, el Movimiento Democracia en Europa.